# Liste der Monuments historiques in Ivry-sur-Seine
Die Liste der Monuments historiques in Ivry-sur-Seine führt die Monuments historiques in der französischen Stadt Ivry-sur-Seine auf.

## Liste der Bauwerke
| Bezeichnung                                    | Beschreibung | Standort                                                          | Kennzeichnung | Schutzstatus | Datum | Bild           |
| ---------------------------------------------- | ------------ | ----------------------------------------------------------------- | ------------- | ------------ | ----- | -------------- |
| Kirche St-Pierre-St-Paul                       |              | Place de la République (Lage)                                     | PA00079880    | Inscrit      | 1929  | weitere Bilder |
| Hôpital Charles-Foix (Krankenhaus)             |              | 7, avenue de la République (Lage)                                 | PA94000005    | Inscrit      | 1997  | weitere Bilder |
| Mitarbeiterwohnungen von Électricité de France |              | 40–44, boulevard du Colonel-Fabien 22–34, rue des Péniches (Lage) | PA94000017    | Inscrit      | 2003  | weitere Bilder |
| Manufacture des œillets                        |              | 29–31, rue Raspail (Lage)                                         | PA94000001    | Inscrit      | 1996  | weitere Bilder |
| Moulin de la Tour (Windmühle)                  |              | 8, rue Barbès (Lage)                                              | PA00079881    | Inscrit      | 1979  | weitere Bilder |

## Liste der Objekte
- Monuments historiques (Objekte) in Ivry-sur-Seine in der Base Palissy des französischen Kultusministeriums